# Singa-Rimaïbé
Singa-Rimaïbé est une ville du département de Zimtenga, dans la province de Bam, dans le Centre-Nord, au Burkina Faso. En 2005, la ville comptait 1 219 habitants dont 52,4% de femmes.